# Zawada Nowa
Zawada Nowa (do 31 grudnia 2002 Nowa Zawada) – wieś w Polsce położona w województwie mazowieckim, w powiecie zwoleńskim, w gminie Policzna. Ma status sołectwa.
| SIMC    | Nazwa  | Rodzaj    |
| ------- | ------ | --------- |
| 1060955 | Kopacz | część wsi |
| 1058697 | Torbów | część wsi |

W latach 1975–1998 miejscowość administracyjnie należała do województwa radomskiego. 1 stycznia 2003 nastąpiła zmiana nazwy wsi z Nowa Zawada na Zawada Nowa.
Wierni Kościoła rzymskokatolickiego należą do parafii Trójcy Świętej w Gródku.